# ディスタントヴュー
ディスタントヴュー (Distant View) はアメリカ合衆国で生産された競走馬および種牡馬である。競走馬時代の主戦騎手はパット・エデリーが務め、全7戦中6戦で騎乗した。ディスタントビューと表記される場合もある。

## 経歴

### 競走馬時代
1994年（3歳時）4月にニューマーケット競馬場で競走馬デビュー戦を迎え、デビュー戦は2着だった。未勝利馬ながら次走は重賞及びG1競走初挑戦となる2000ギニーにライアンに乗り替わって出走し、9番人気ながら5着となった。そして鞍上がエデリーに戻り、5月のメイドン競走を制して初勝利を挙げた。初勝利後はG1戦線を走り、6月のセントジェームズパレスステークスではグランドロッジにアタマ差で敗れて2着だったが、7月にサセックスステークスでは2着となったバラシアを半馬身差で抑えてG1競走初勝利を挙げた。この時のタイムはレコードとなる1分35秒71を記録した。その後9月のクイーンエリザベス2世ステークスでは1番人気で5着となり、10月にはアメリカ合衆国に遠征し、ブリーダーズカップ・マイルでバラシアに敗れて7着という結果に終わり、この競走を最後に競走馬を引退した。

### 種牡馬時代
4歳となった1995年より生まれ故郷でもあるケンタッキー州のジュドモントファームで種牡馬入りし、15歳となった2006年に種牡馬を引退した。
産駒は主にアメリカ合衆国で走り、多くのG1馬を輩出した。さらにヨーロッパにも産駒が輸出され、ヨーロッパでもG1馬を輩出している。それらの馬の中には後継馬として種牡馬入りした馬もおり父系を残すことに成功している。
日本には、数は少ないが競走馬としての産駒が数頭輸入されており、2001年にキーンランドスワンが中央競馬で産駒の初勝利を記録している。キーンランドスワンはその後重賞競走を2勝するなどの活躍をみせ、日本におけるディスタントヴューの代表産駒として挙げられるが、同馬は種牡馬入りできず日本には後継種牡馬はいない。

## 主な産駒
- 1997年生
  - Decarchy / デカーチー（2002年フランク・E・キルローマイルハンデキャップなど、種牡馬）
  - Distant Music / ディスタントミュージック（1999年デューハーストステークス、種牡馬）
  - Observatory / オブザーヴァトリー（2000年クイーンエリザベス2世ステークス、2001年イスパーン賞、種牡馬）
- 1999年生
  - Sightseek / サイトシーク（2003年ヒューマナディスタフハンデキャップ、オグデンフィップスハンデキャップ2回、ゴーフォーワンドハンデキャップ、ベルデイムステークス2回、ラフィアンハンデキャップ）
  - キーンランドスワン（2004年シルクロードステークス、2005年阪急杯）
- 2001年生
  - Distant Way / ディスタントウェイ（2006年イタリア共和国大統領賞、2007年イタリア共和国大統領賞など、種牡馬）

### 母の父としての主な産駒
- 2004年生
  - Speed Gifted / スピードギフテッド（2009年メトロポリタンハンデキャップ）- 父Montjeu
- 2006年生
  - Cityscape / シティスケープ（2012年ドバイデューティフリー）- 父Selkirk
- 2007年
  - Special Duty / スペシャルデューティー（2009年、チェヴァリーパークステークス、2010年1000ギニーステークス、プール・デッセ・デ・プーリッシュ）- 父Hennessy
  - Afleet Express / アフリートエクスプレス（2010年トラヴァーズステークス）- 父Afleet Alex
  - Emulous / エミュラス（2011年メイトロンステークス）- 父Dansili
- 2008年生
  - Moonshine Mullin / ムーンシャインマリン（2014年スティーヴンフォスターハンデキャップ）- 父Albert the Great
- 2009年生
  - Blueridge Mountain / ブルーリッジマウンテン（2013年マジョルカステークス）- 父Giant's Causeway
- 2012年生
  - Embellish the Lace / エンベリッシュザレース（2015年アラバマステークス）- 父Super Saver
- 2017年生
  - ヴェントヴォーチェ（2022年キーンランドカップ）- 父タートルボウル[1]

## 血統表
| ディスタントヴューの血統ミスタープロスペクター系 / Nasrullah 4×5=9.38% | ディスタントヴューの血統ミスタープロスペクター系 / Nasrullah 4×5=9.38% | ディスタントヴューの血統ミスタープロスペクター系 / Nasrullah 4×5=9.38% | （血統表の出典） | （血統表の出典） |
| 父 Mr. Prospector 1970 鹿毛                                            | 父の父Raise a Native 1961 栗毛                                         | Native Dancer                                                          | Polynesian       | Polynesian       |
| 父 Mr. Prospector 1970 鹿毛                                            | 父の父Raise a Native 1961 栗毛                                         | Native Dancer                                                          | Geisha           |                  |
| 父 Mr. Prospector 1970 鹿毛                                            | 父の父Raise a Native 1961 栗毛                                         | Raise You                                                              | Case Ace         | Case Ace         |
| 父 Mr. Prospector 1970 鹿毛                                            | 父の父Raise a Native 1961 栗毛                                         | Raise You                                                              | Lady Glory       |                  |
| 父 Mr. Prospector 1970 鹿毛                                            | 父の母Gold Digger 1962 鹿毛                                            | Nashua                                                                 | Nasrullah        | Nasrullah        |
| 父 Mr. Prospector 1970 鹿毛                                            | 父の母Gold Digger 1962 鹿毛                                            | Nashua                                                                 | Segula           |                  |
| 父 Mr. Prospector 1970 鹿毛                                            | 父の母Gold Digger 1962 鹿毛                                            | Sequence                                                               | Count Fleet      | Count Fleet      |
| 父 Mr. Prospector 1970 鹿毛                                            | 父の母Gold Digger 1962 鹿毛                                            | Sequence                                                               | Miss Dogwood     |                  |
| 母 Seven Springs 1982 栗毛                                             | 母の父Irish River 1976 栗毛                                            | Riverman                                                               | Never Bend       | Never Bend       |
| 母 Seven Springs 1982 栗毛                                             | 母の父Irish River 1976 栗毛                                            | Riverman                                                               | River Lady       |                  |
| 母 Seven Springs 1982 栗毛                                             | 母の父Irish River 1976 栗毛                                            | Irish Star                                                             | Klairon          | Klairon          |
| 母 Seven Springs 1982 栗毛                                             | 母の父Irish River 1976 栗毛                                            | Irish Star                                                             | Botany Bay       |                  |
| 母 Seven Springs 1982 栗毛                                             | 母の母La Trinite 1976 栗毛                                             | Lyphard                                                                | Northern Dancer  | Northern Dancer  |
| 母 Seven Springs 1982 栗毛                                             | 母の母La Trinite 1976 栗毛                                             | Lyphard                                                                | Goofed           |                  |
| 母 Seven Springs 1982 栗毛                                             | 母の母La Trinite 1976 栗毛                                             | Promessa                                                               | Darius           | Darius           |
| 母 Seven Springs 1982 栗毛                                             | 母の母La Trinite 1976 栗毛                                             | Promessa                                                               | Peseta F-No.6-d  |                  |

### 血統背景
- 母、セヴンスプリングス（1984年ロベールパパン賞、モルニ賞）
- 叔母（母の半妹）、リーガルステイト（1985年モルニ賞）
- いとこ（リーガルステイトの産駒）、プレザントリーパーフェクト（2003年ブリーダーズカップ・クラシック、2004年ドバイワールドカップ、パシフィッククラシックなど、種牡馬）
- 母のはとこ、チーフシンガー（1984年ジュライカップ、サセックスステークスなど、種牡馬）